# Denkmalliste der Stadt Duisburg

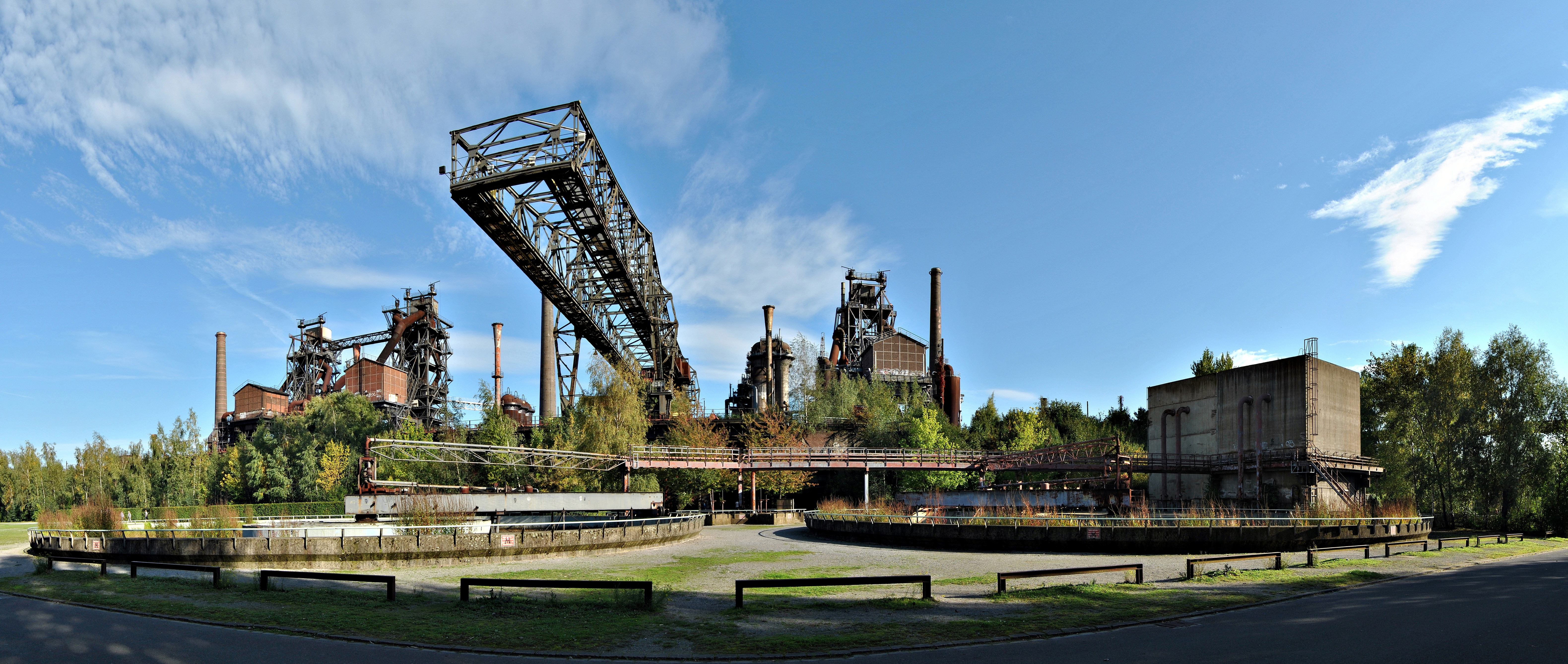
Das Industriedenkmal Landschaftspark Duisburg-Nord ist seit 2000 als Baudenkmal in der Denkmalliste geführt

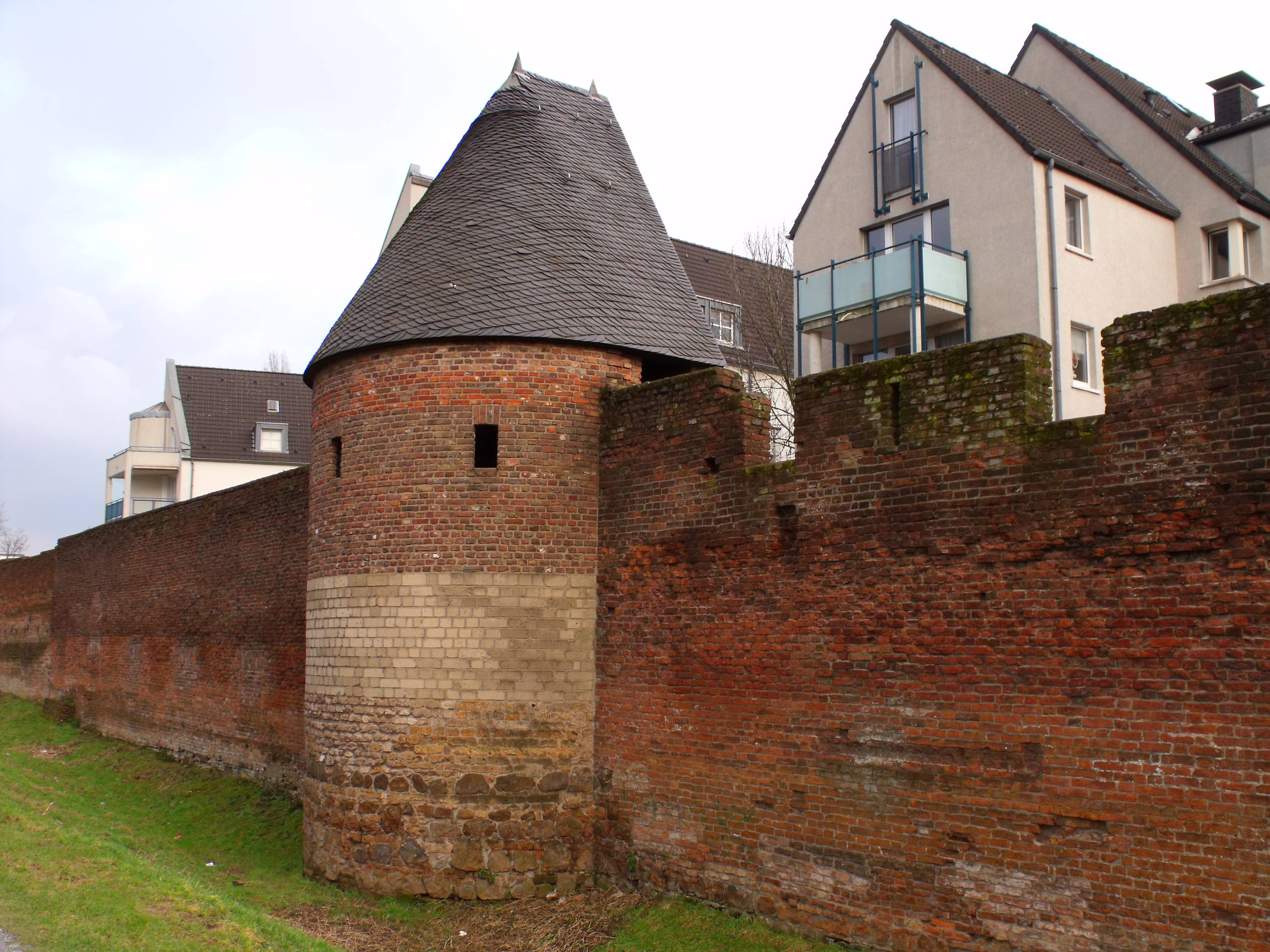
Die Duisburger Stadtmauer aus dem Mittelalter (13. Jh.) ist Bau- und Bodendenkmal

Die Denkmalliste von Duisburg enthält die denkmalgeschützten Objekte auf dem Gebiet der Stadt Duisburg in Nordrhein-Westfalen (Stand: 29. August 2022). Die von der unteren Denkmalbehörde geführte Denkmalliste ist in die Teile A bis D gegliedert. Grundlage für die Aufnahme ist das Denkmalschutzgesetz Nordrhein-Westfalen (DSchG NRW).

## Denkmalliste von Duisburg

### Teil A – Baudenkmäler
- Liste der Baudenkmäler in Duisburg-Hamborn
- Liste der Baudenkmäler in Duisburg-Homberg/Ruhrort/Baerl
- Liste der Baudenkmäler in Duisburg-Meiderich/Beeck
- Liste der Baudenkmäler in Duisburg-Mitte
- Liste der Baudenkmäler in Duisburg-Rheinhausen
- Liste der Baudenkmäler in Duisburg-Süd
- Liste der Baudenkmäler in Duisburg-Walsum

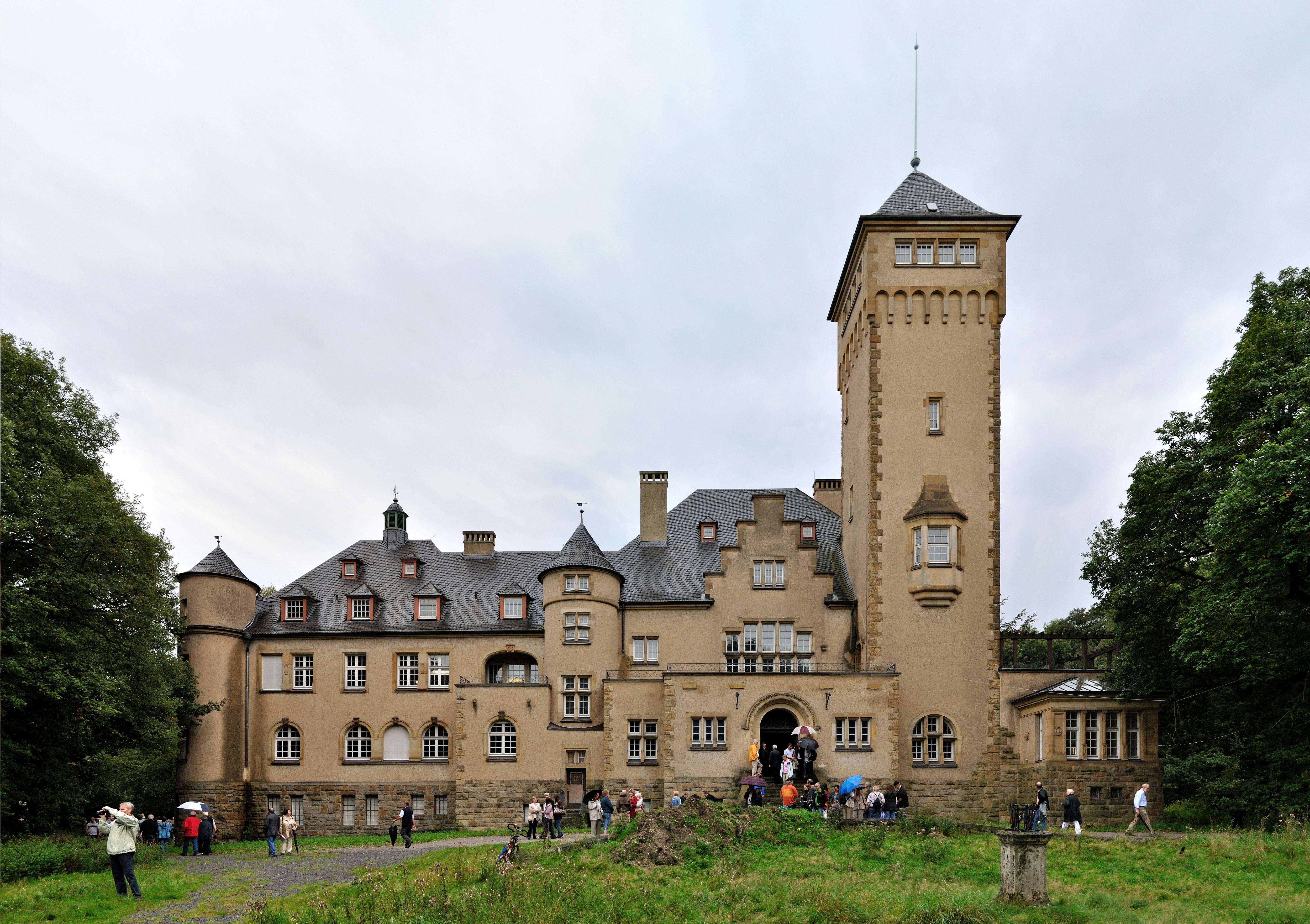
Haus Hartenfels im Stadtwald
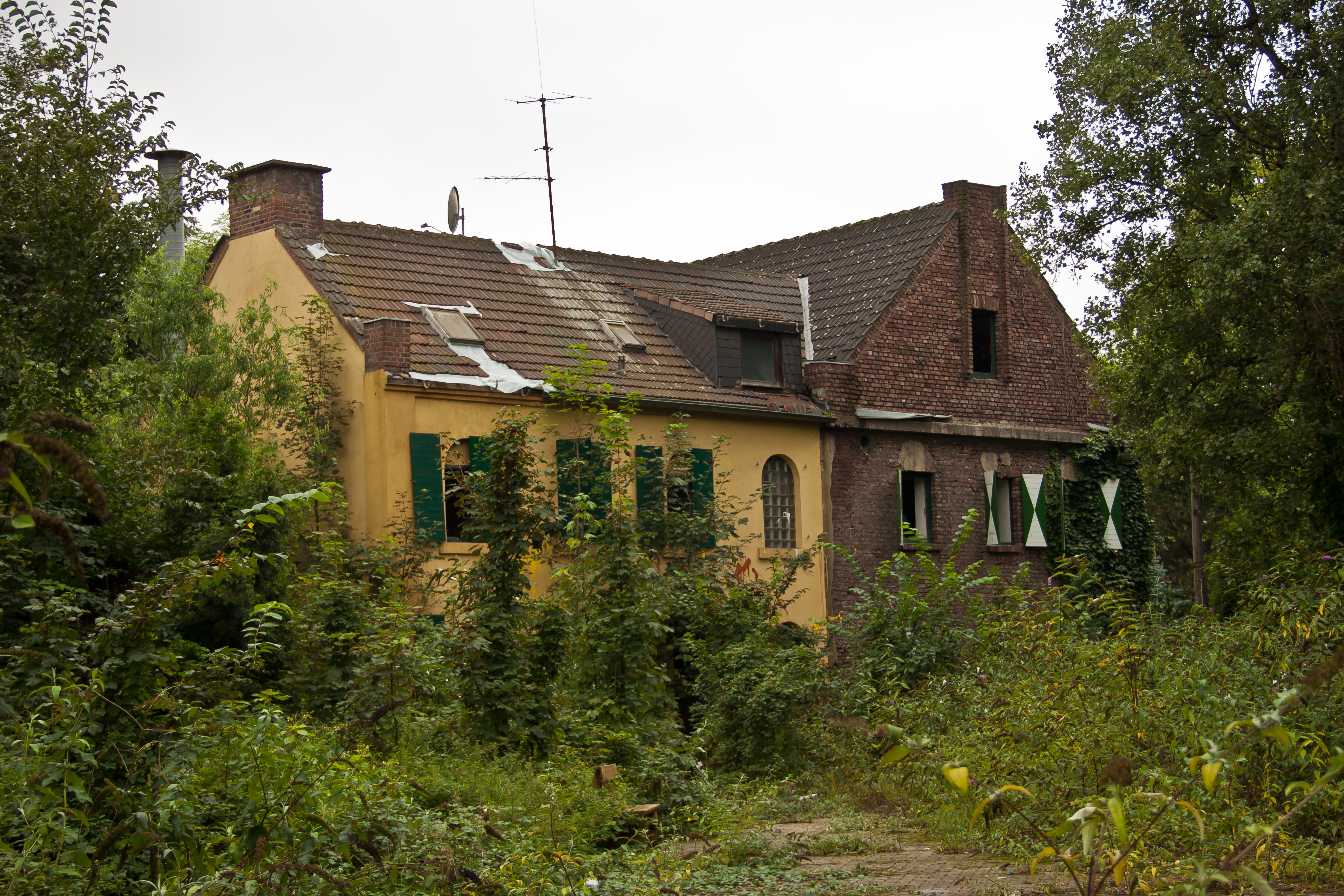
Neue Mühle / Moriansmühle in Neumühl
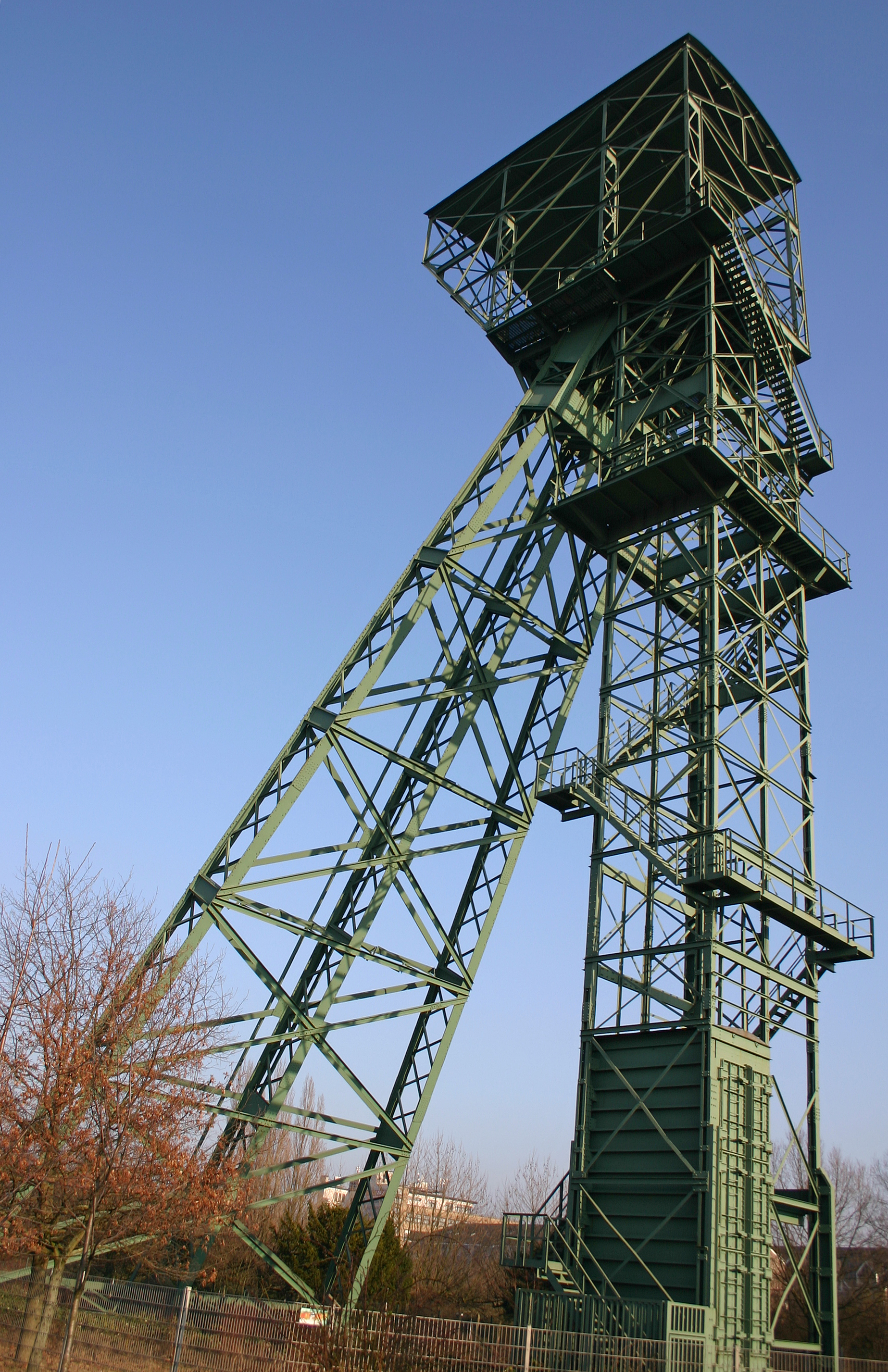
Fördergerüst über Schacht 6 der Zeche Friedrich Thyssen 1/6 in Hamborn
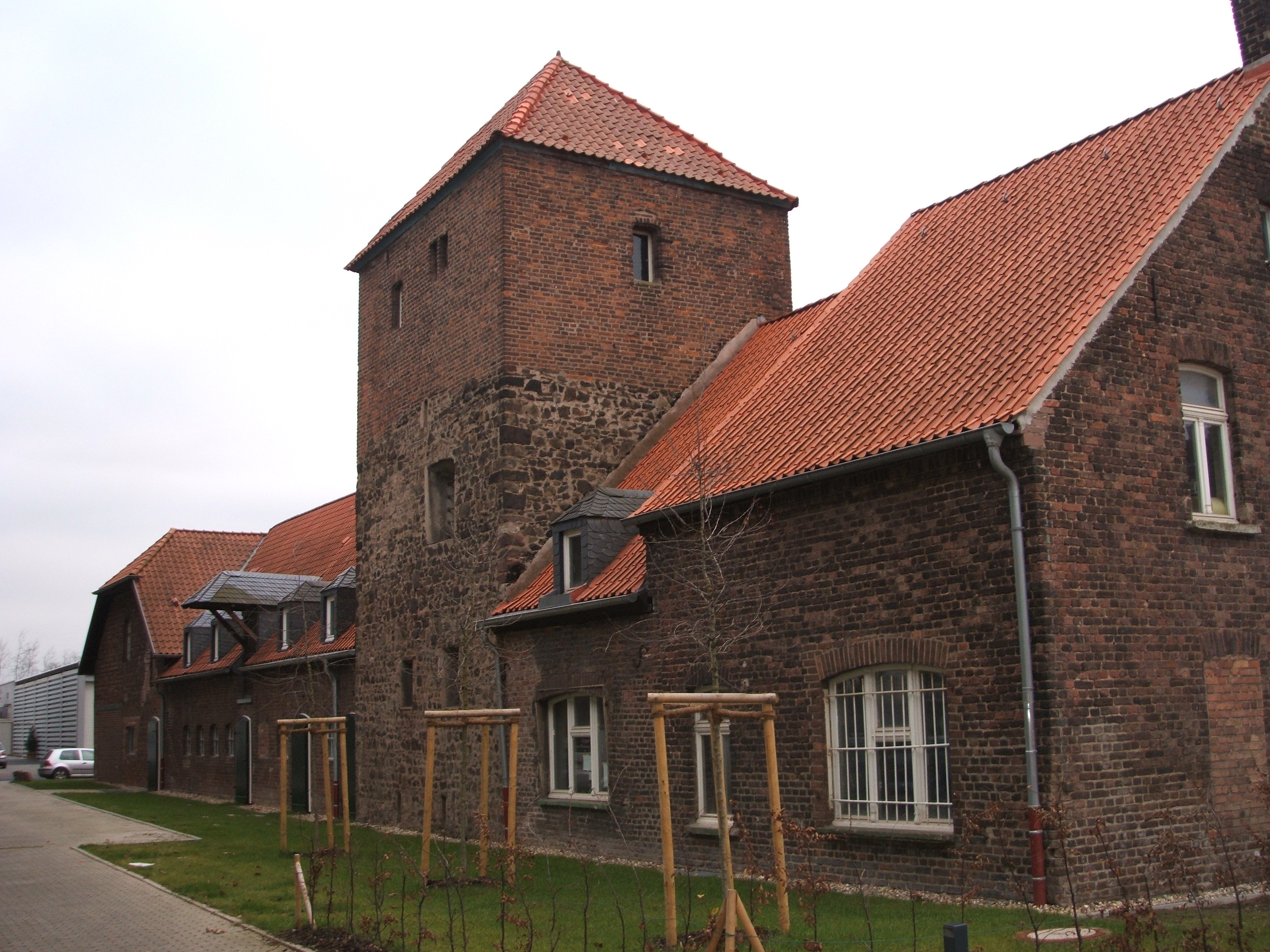
Steinhof in Huckingen

### Teil B – Bodendenkmäler
Der Teil B der Denkmalliste umfasst die 54 Bodendenkmäler der Stadt Duisburg. Dieser befindet sich unter Liste der Bodendenkmäler in Duisburg.

### Teil D – Denkmalbereiche
In Duisburg sind folgende sieben Denkmalbereiche für denkmalgeschützt befunden worden:
| Bild                            | Bezeichnung                       | Lage                           | Eingetragen seit | Gestaltungsfibel                              | Denkmal- nummer |
| ------------------------------- | --------------------------------- | ------------------------------ | ---------------- | --------------------------------------------- | --------------- |
|                                 | Siedlung Wehofen                  | Walsum-Wehofen Karte           | 11. Okt. 1995    | Teil 1 (PDF; 2,7 MB) und Teil 2 (PDF; 2,5 MB) | 1               |
| weitere Bilder                  | Siedlung Bissingheim              | Süd-Bissingheim Karte          | 21. Okt. 1999    | Gestaltungsfibel (PDF; 3,9 MB)                | 2               |
| weitere Bilder                  | Wedau-Siedlung                    | Süd-Wedau Karte                | 21. Okt. 1999    | Gestaltungsfibel (PDF; 3,1 MB)                | 3               |
|                                 | Schulz-Knaudt-Straße und Umgebung | Süd-Hüttenheim Karte           | 11. Mai 1999     | Gestaltungsfibel (PDF; 1,9 MB)                | 4               |
| weitere Bilder                  | Margarethensiedlung               | Rheinhausen-Hochemmerich Karte | 2. Okt. 1999     | Teil 1 (PDF; 2,8 MB) und Teil 2 (PDF; 2,2 MB) | 5               |
| weitere Bilder                  | Dorf Friemersheim                 | Rheinhausen-Friemersheim Karte | 15. Sep. 1993    | –                                             | 6               |
| weitere Bilder                  | Eisenbahnsiedlung Friemersheim    | Rheinhausen-Friemersheim Karte | 2. Jan. 2004     | Gestaltungsfibel (PDF; 1,7 MB)                | 7               |
| Dichterviertel (Schillerstraße) | Dichterviertel                    | Hamborn-Obermarxloh Karte      | 14. Apr. 2005    |                                               | 1001            |